# 平松
株式会社平松（ひらまつ）は、主に医薬品・医療用器具を販売する企業であった。本社は大阪府岸和田市北町11-1にあった。現在はメディセオ・パルタックホールディンググループの一社「クラヤ三星堂」である。

## 概要
- 代表取締役社長　平松保次
- 資本金　3千万円
- 従業員　78人
- 年商　21億円

## 沿革
- 昭和36年4月「厚和薬品」が武田薬品に「平松商店」（後の株式会社平松、大阪府岸和田市）を武田薬品特約店に推薦
- 昭和50年3月16日に三星堂と合併
- 昭和50年3月17日に平松の従業員全員が新設の三星堂和泉支店（大阪市和泉市小田町344　支店長・下山登）に移転

| スタブアイコン | サブスタブ | この項目は、まだ閲覧者の調べものの参照としては役立たない、企業に関連した書きかけの項目です。この項目を加筆・訂正などしてくださる協力者を求めています（PJ:経済）。 |